# Лев и бык
«Лев и бык» — советский рисованный мультфильм в жанре притчи. Тема противоборства двух гигантов, разработанная с тонким проникновением в психологию характеров и драматизм ситуации, приобрела в этой картине общечеловеческое содержание.
Последняя режиссёрская работа Фёдора Хитрука.

## Сюжет
Мультфильм повествует о двух гигантах — льве и быке. О том, как они становятся друзьями, и о том, как шакал ссорит их.

## Над фильмом работали
- Автор сценария и Режиссёр: Фёдор Хитрук
- Художник-постановщик: Владимир Зуйков
- Оператор: Кабул Расулов
- Композитор: Моисей Вайнберг
- Звукооператор: Борис Фильчиков
- Ассистент рёжиссёра: Ольга Исакова
- Монтажёр: Изабелла Герасимова
- Художники-мультипликаторы: Александр Дорогов, Юрий Кузюрин, Виолетта Колесникова, Юрий Мещеряков, Владимир Захаров, Александр Мазаев
- Редактор: Раиса Фричинская
- Директор съёмочной группы: Лилиана Монахова

## Призы и награды
- 1983 — почётный диплом в категории фильмов продолжительностью от 3 до 12 минут на VII МФ анимационных фильмов в Эшпинью (Португалия).
- 1983 — фильм назван лучшим анимационным фильмом года «За мастерское владение стилем классической анимации» на XIV МФ к/м фильмов в Тампере (Финляндия).

## Переиздания на DVD
- Мультфильм выпускался на DVD в сборнике мультфильмов «Masters of Russian Animation Volume 3».[2]